# Natsuko Imamura
Natsuko Imamura (今村 夏子, Imamura Natsuko, nascuda el 20 de febrer de 1980) és una escriptora japonesa. Ha estat nominada tres vegades al premi Akutagawa i va guanyar el premi el 2019. També ha guanyat el premi Dazai Osamu, el premi Mishima Yukio, el premi Kawai Hayao Story i el premi Noma Literary New Face.

## Biografia
Imamura va néixer a Hiroshima, Japó el 1980, i més tard es va traslladar a Osaka per anar a la universitat.
Va escriure la seva primera història, una novel·la titulada originalment Atarashii musume (あたらしい娘, New Girl) , mentre treballava una feina temporal. Atarashii musume va guanyar el 26è Premi Dazai Osamu el 2010, i es va publicar amb el seu conte "Pikunikku" ("Picnic")  en un volum sota el nou títol Kochira Amiko (こちらあみ子, Amiko Here) , que després va guanyar el 24è Mishima Yukio. Premi .
El 2017, Imamura va rebre el 5è premi d'història Kawai Hayao pel seu llibre de 2016 Ahiru (あひる). Ahiru també va ser nominat per al 155è Premi Akutagawa, però el premi va ser per a Sayaka Murata . Aquell mateix any, Imamura va guanyar el 39è Premi Literari Noma de cara nova per Hoshi no ko (星の子, Child of the Stars), un llibre sobre una noia de secundària en una família que s'implica cada cop més en un nou moviment religiós, un moviment social. subjecte anomenat "shūkyō nisei". Hoshi no ko també va ser nominat al 156è Premi Akutagawa, però el premi va ser per a l'escriptor Shinsuke Numata, primer escriptor.
El 2019, Imamura va rebre la seva tercera nominació al Premi Akutagawa, per la seva novel·la Murasaki no sukaato no onna (むらさきのスカートの女, The Woman in the Purple Skirt)  . El llibre, un relat en primera persona d'una dona observant la seva veïna, va guanyar el 161è Premi Akutagawa.
Imamura viu a Osaka amb el seu marit i la seva filla.

## Reconeixement
- 2010: 26è Premi Dazai Osamu[14]
- 2011: 24è Premi Mishima Yukio[15]
- 2017: 5è premi d'història Kawai Hayao[16]
- 2017: 39è Premi Noma Literary New Face[17]
- 2019: 161è Premi Akutagawa (2019上)[18]

## Obres seleccionades en anglès
- Kochira Amiko (こちらあみ子, Amiko Here) , Chikuma Shobō, 2011,ISBN 9784480804303
- Ahiru (あひる, Duck) , Shoshi Kankanbo, 2016,ISBN 9784863852419
- Hoshi no ko (星の子, Child of the Stars) , Asahi Shimbun Shuppan, 2017,ISBN 9784022514745
- Murasaki no sukaato no onna (むらさきのスカートの女, The Woman in the Purple Skirt) , Asahi Shimbun Shuppan, 2019,ISBN 9784022516121